# A New Literary History of America
 (août 2022).
A New Literary History of America est une anthologie d'essais édités par Greil Marcus et Werner Sollors (en). Les quelque 200 essais couvrent une gamme de sujets que les éditeurs ont sélectionnés comme un échantillon des différentes voix et perspectives sur l'Amérique du Nord depuis la genèse du concept européen d'un Nouveau Monde.